# Bruno Berner
Bruno Berner, född 21 november 1977 i Zürich, är en schweizisk före detta fotbollsspelare. Berner avslutade karriären 2012 i den engelska klubben Leicester City i Football League Championship. Han spelade främst som vänsterback.
Berner började sin karriär i det schweiziska laget Grasshopper. Där spelade han totalt 66 matcher (ett mål). År 2000 var han utlånad till det spanska laget Real Oviedo och skrev sedan på för det tyska laget SC Freiburg. Efter det blev det spel i hemma i Schweiz, i FC Basel. 2007 lånades Berner ut till den engelska klubben Blackburn. Blackburn köpte loss Berner det följande året men han fick minimalt med speltid och såldes till Leicester City. Berner var mest avbytare under sin debutsäsong, 2008/09, då Leicester spelade i League One. Under den följande säsongen lyckades han dock ta plats som ordinarie vänsterback.

## Meriter
Grasshopper
- Schweizisk ligamästare: 2001

Leicester City
- League One mästare: 2009